# Новоканьгушанські Виселки
Новоканьгуша́нські Виселки (рос. Новоканьгушанские Выселки, ерз. Од Каньфкужня) — присілок у складі Єльниківського району Мордовії, Росія. Входить до складу Новодівиченського сільського поселення.
Населення — 3 особи (2010; 16 у 2002).
Національний склад (станом на 2002 рік):
- росіяни — 94 %